# 一人と八人
『一人と八人』（ひとりとはちにん、原題：一個和八個）は、1984年の中国映画。日中戦争を舞台とした戦争映画である。原作は郭小川の長編叙事詩。第五世代最初の映画だが、抗日戦争中の中国共産党の査問問題を描いていたため政府の審査を通らず公開が遅れた作品。

## キャスト
- 陶沢如（タオ・ツールウ）
- 謝園（シェ・ユアン）
- 陳道明（チェン・ダオミン）
- 辛明（シン・ミン）
- 慮小燕（ルー・シャオヤン）

## スタッフ
- 監督：張軍釗（チャン・チョンチャオ）
- 原作：郭小川（クォ・シャオチュアン）
- 脚本：張子良（チャン・ツーリャン）、王吉呈（ワン・チーチェン）
- 撮影：張芸謀（チャン・イーモウ）、肖風
- 美術：何群（ホー・チュン）
- 音楽：中央楽団